# Ciuguzel, Alba
Ciuguzel (în maghiară Fugad, în germană Fügeden) este un sat în comuna Lopadea Nouă din județul Alba, Transilvania, România.

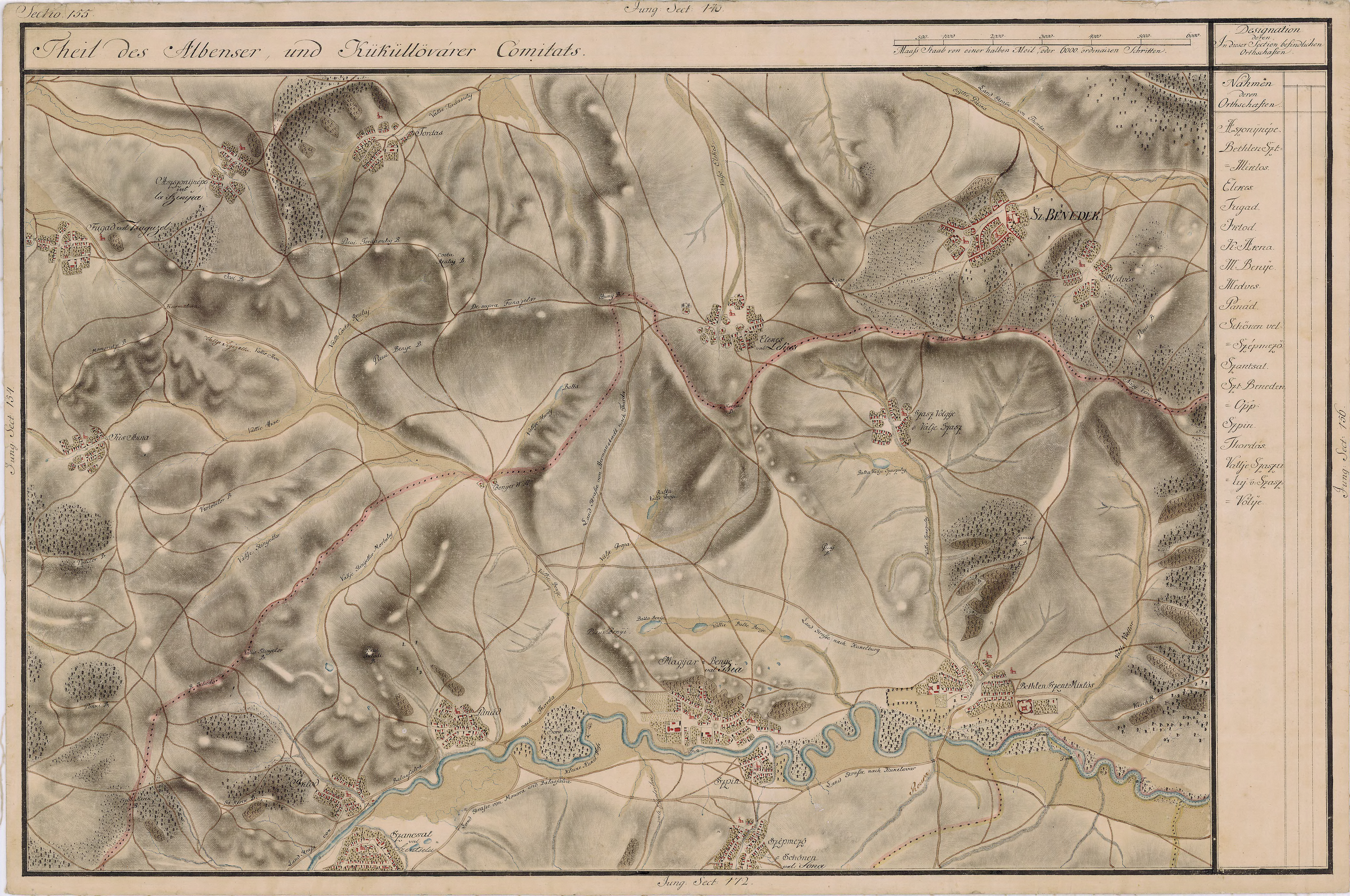
Ciuguzel (Fugad val.Tsuguzel) pe Harta Iosefină a Transilvaniei, 1769-73 (Sectio 155)

## Istoric
Pe Harta Iosefină a Transilvaniei din 1769-1773 (Sectio 154) localitatea apare sub numele de „Fugad val.Tsuguzel” ("Fugad walachisch Tsuguzel" = "Fugad, pe românește Ciuguzel"). Aproximativ la mijlocul distanței între satele Ciuguzel și Lopadea Nouă este notat locul unde în trecut  condamnații erau pedepsiți corporal pentru faptele lor, inclusiv prin spânzurare (Gericht).

## Obiective turistice
- Castelul Bánffy din Ciuguzel

## Galerie de imagini

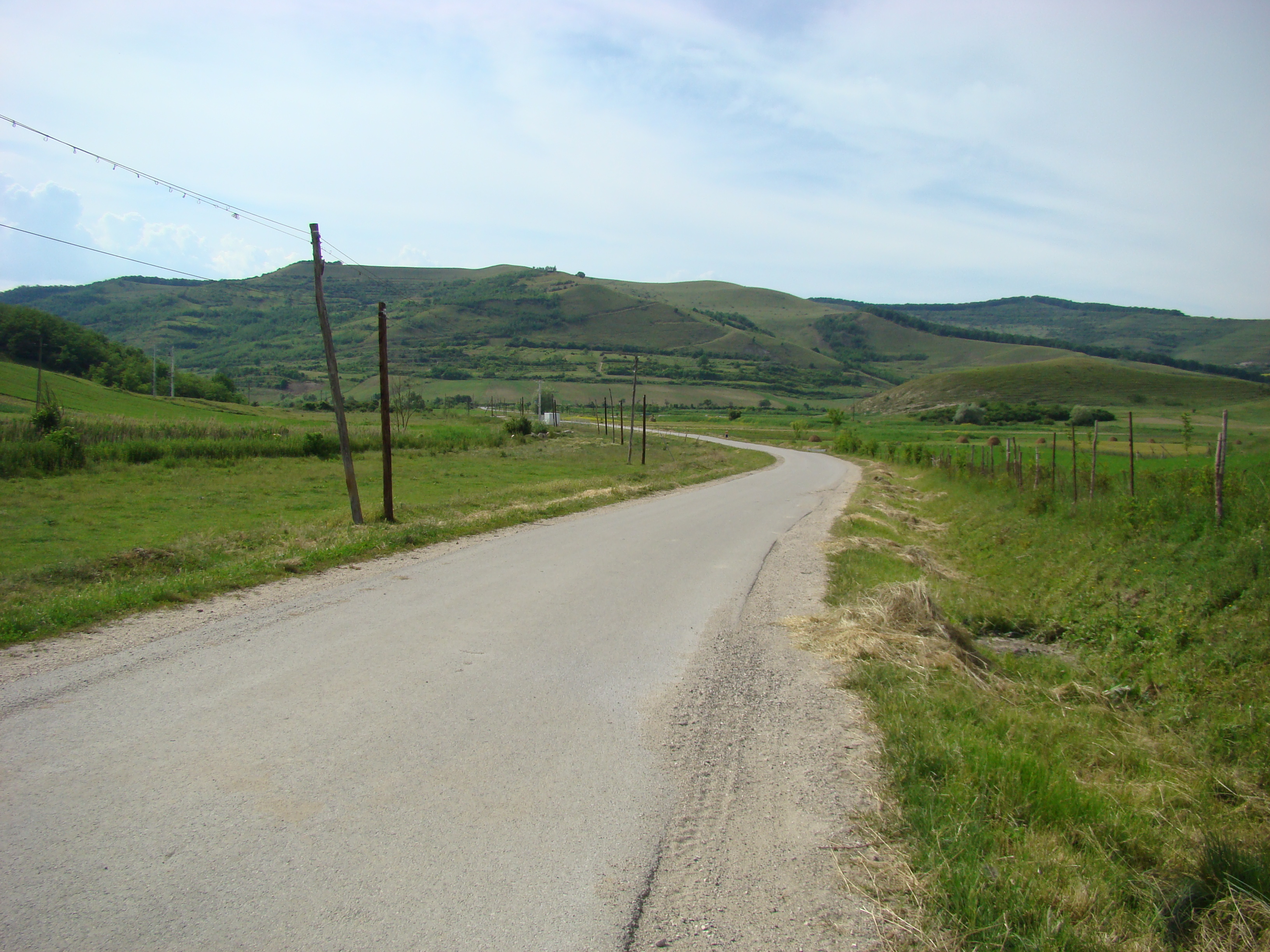
Drumul Lopadea Nouă-Ciuguzel
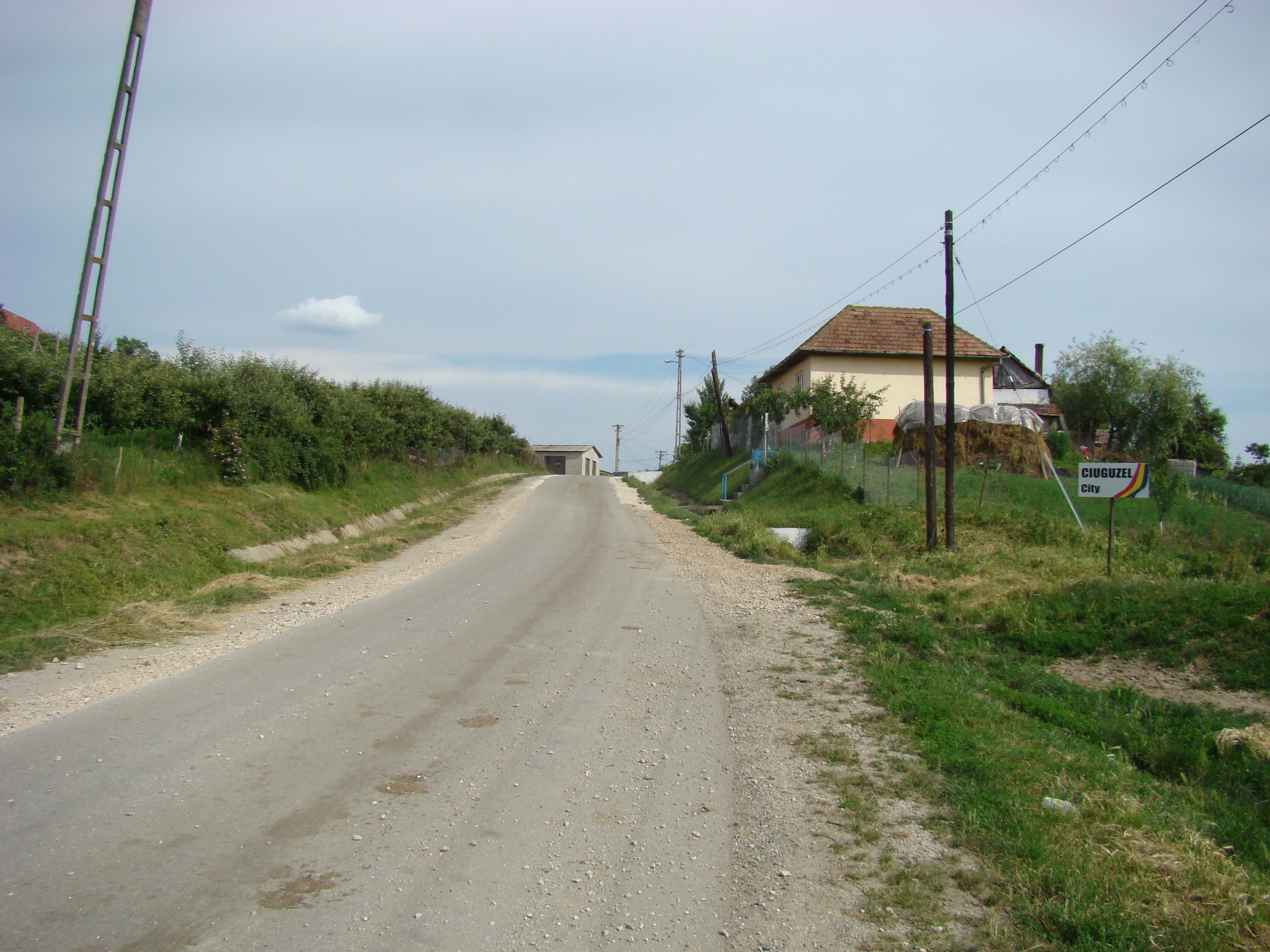
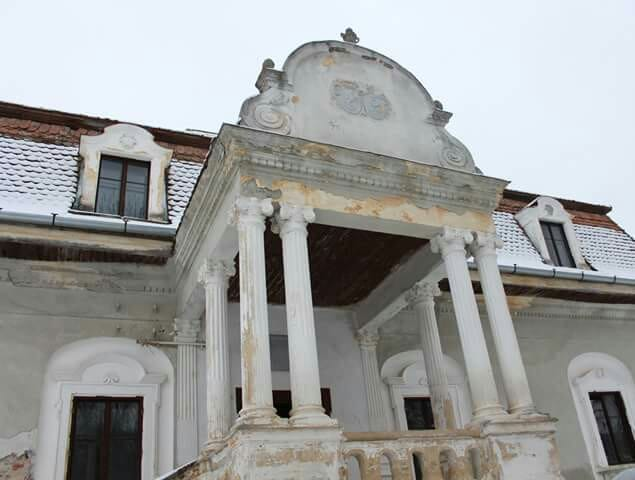
Castelul Bánffy
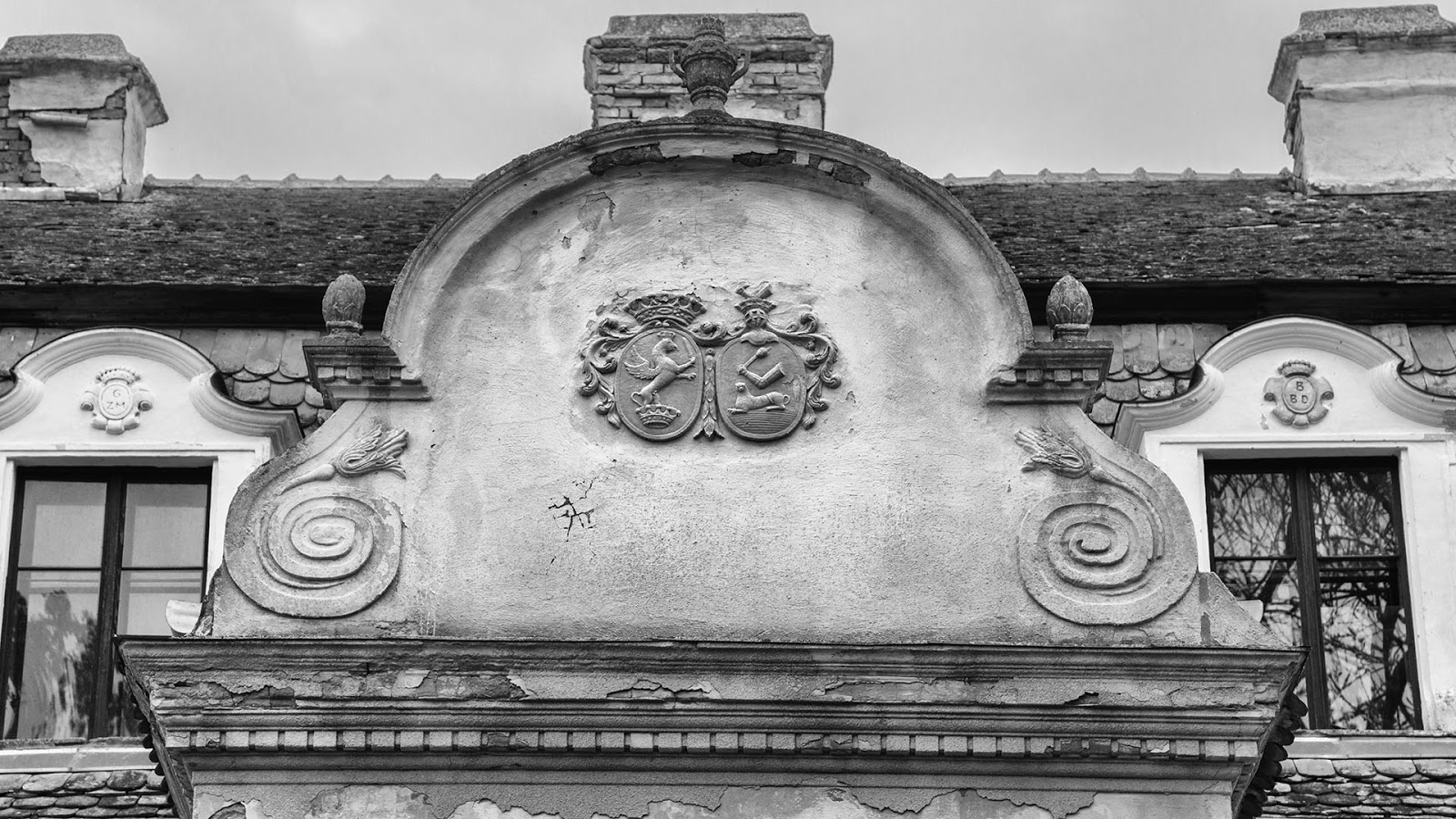
Stemele familiilor Toldalagi și Bánffy
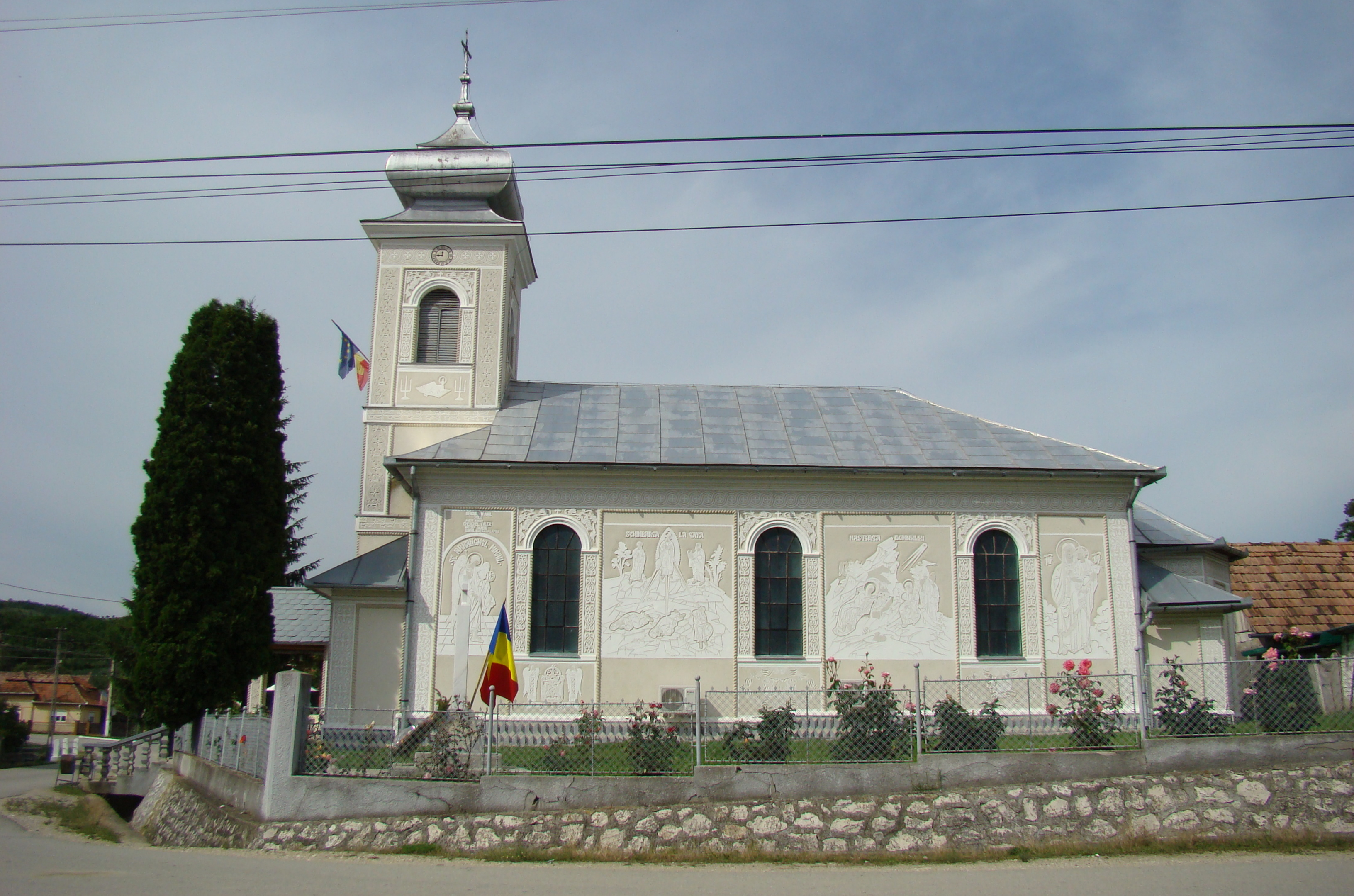
Biserica ortodoxă „Sfinții Arhangheli Mihail și Gavriil” (1926)
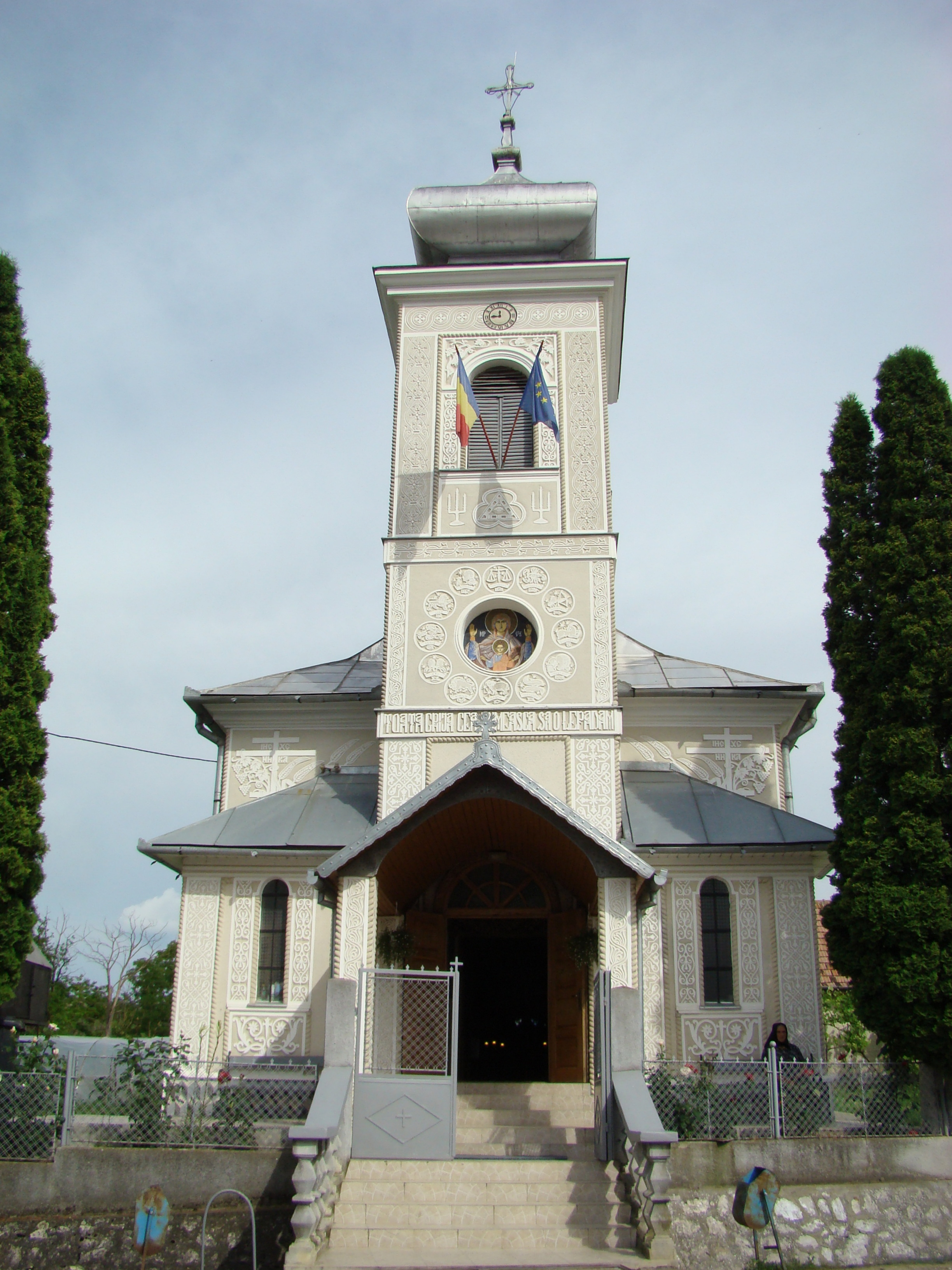
Biserica ortodoxă „Sfinții Arhangheli Mihail și Gavriil” (1926)
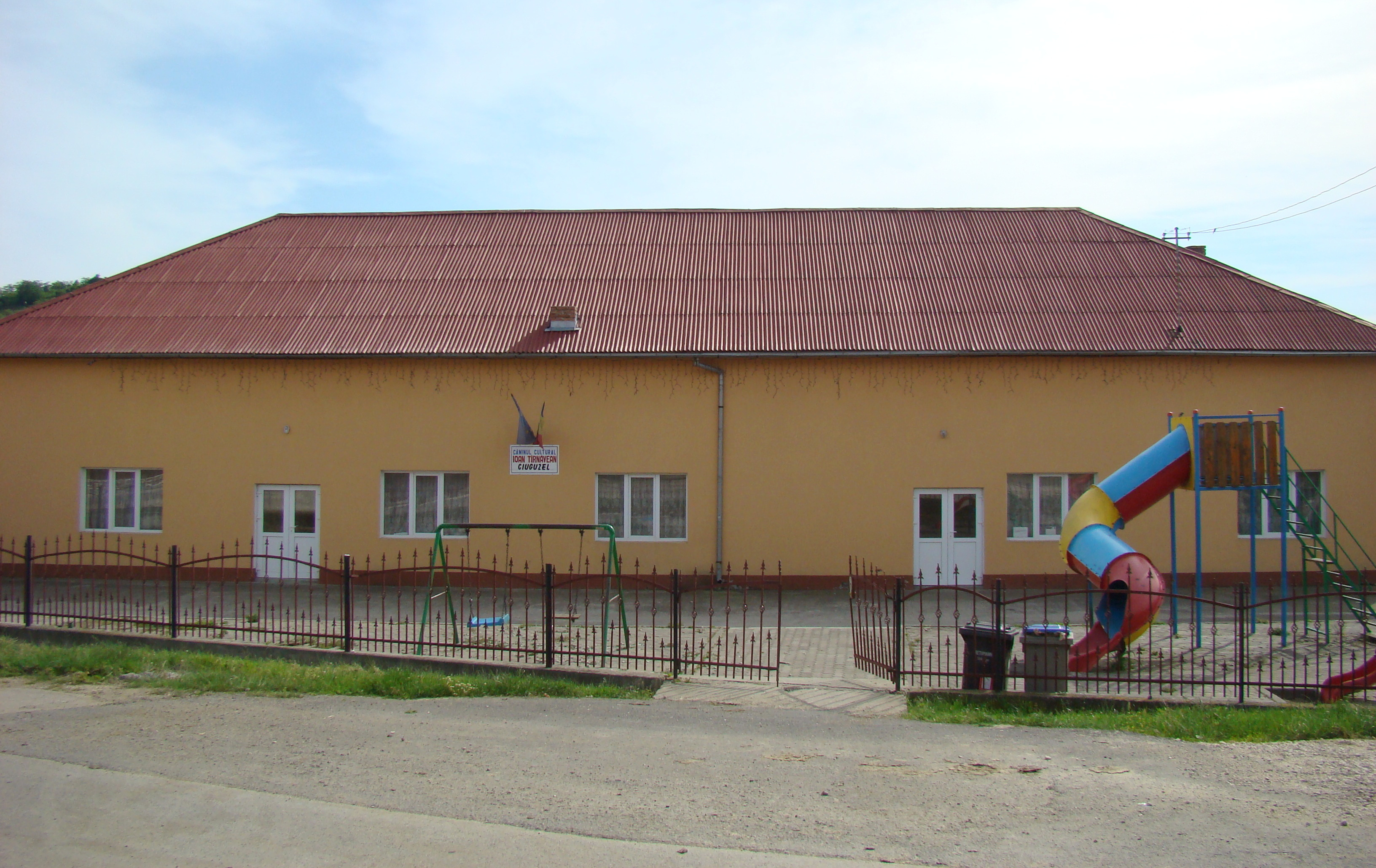
Căminul cultural „„Ioan Târnăvean”
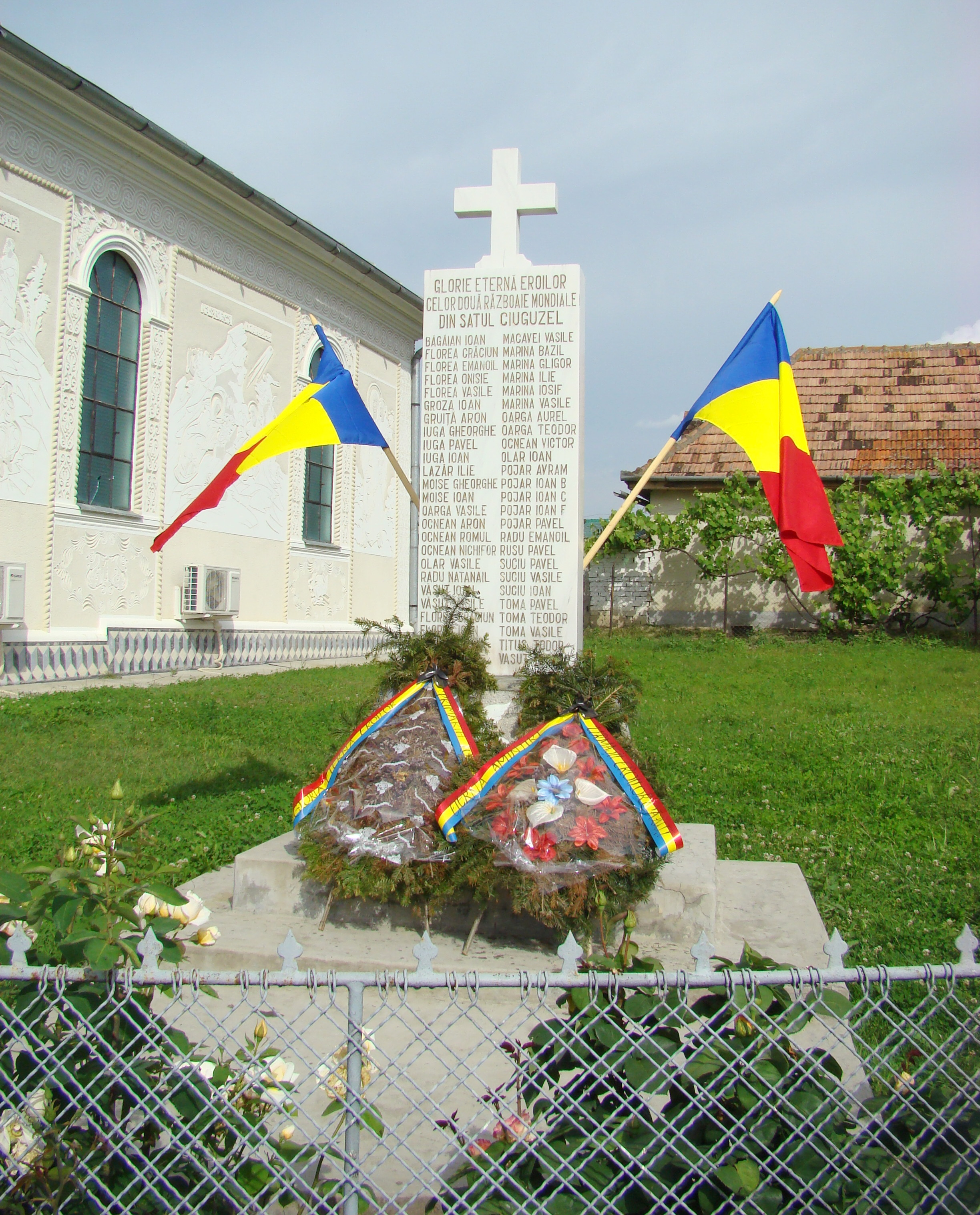
Monumentul Eroilor

 Acest articol despre o localitate din județul Alba este deocamdată un ciot. Puteți ajuta Wikipedia prin completarea lui.